# Manfred Adler
Manfred Adler (* 1928; † 7. März 2005) war ein deutscher römisch-katholischer Ordenspriester, Religionslehrer, Autor und Verschwörungstheoretiker. Vorgeworfen wurden ihm antisemitische und geschichtsrevisionistische Ansichten.

## Leben
Adler war seit dem Jahr 1968 Oberstudienrat an der Gewerblichen Berufsschule II in Ludwigshafen. Im Jahr 1978 wurde er von der Diözese Speyer suspendiert. Hintergrund war seine Veröffentlichung Söhne der Finsternis.
Mitglied war Adler auch im Missionsorden „Vom heiligen Johannes dem Täufer“.
Im Jahr 2005 verstarb Adler nach Angaben der Publikation Einsicht „nach kurzer, schwerer Krankheit“.

## Ideologie
Adler hat sein Weltbild in mehreren Büchern niedergeschrieben. Dabei beschuldigt er die „Weltmacht Zionismus“, zusammen mit unter anderem „Vertretern der internationalen Hochfinanz“, Freimaurern und kommunistischen Diktatoren, ein „gigantische[s] Netz einer internationalen Verschwörung“ errichtet zu haben. Ziel sei die „antichristliche Revolution“ und anschließend die „globale Diktatur von Freimaurern“, eine Art der Weltregierung. Darüber hinaus hielt er es für möglich, dass Zionisten eine größere Schuld am Holocaust haben könnten als Nationalsozialisten.
Das Nachrichtenmagazin Der Spiegel beurteilt diese Ansichten als antisemitisch.

## Werke
- Der entscheidende Augenblick: Gedanken u. Anregungen zur rechtzeitigen Erstkommunion, Johannes Verlag, Leutesdorf 1957
- Krank – und doch froh: Gedanken über Krankheit u. Apostolat, Johannes Verlag, Leutesdorf 1966
- Zeichen der Zeit: Lourdes u. Fatima in endzeitl. Sicht. Eine Zeitanalyse, Johannes Verlag, Leutesdorf 1968
- Die antichristliche Revolution der Freimaurerei, Miriam-Verlag, Jestetten 1974
- Die Söhne der Finsternis: Teil 1: Die geplante Weltregierung, Miriam-Verlag, Jestetten 1975
- Die Söhne der Finsternis: Teil 2: Weltmacht Zionismus, Miriam-Verlag, Jestetten 1975
- Die Söhne der Finsternis: Teil 3: Theologische Finsternis, Miriam-Verlag, Jestetten 1976
- Kirche und Loge, Miriam-Verlag, Jestetten 1981
- Vom Sinn und Ziel unseres Lebens, Miriam-Verlag, Jestetten 1981
- Die Freimaurer und der Vatikan, Verlag Claus P. Clausen, Lippstadt 1985
- Das „dritte Geheimnis“ von Fatima, Schmid, Durach 1989
- Das allgemeine Recht auf Religionsfreiheit: Anmerkungen zu einem Buch von Johannes Rothkranz, EOS-Verlag, St. Ottilien 1999
- Der „Jude Jesus“ und die Gottesfrage oder: war Jesus Jude oder ist er Gott?, MGS-Verlag, Traunstein 2004[3][4]